# Cầu Đào
Cầu Đào (tên nôm là Làng Ngụ) là một khu phố thuộc thị trấn Nhân Thắng, huyện Gia Bình, tỉnh Bắc Ninh. Là địa danh gắn liền với nhiều di tích lịch sử của vùng quê Kinh Bắc.

## Lịch sử
- Cầu Đào xưa có 3 thôn: Cầu, Đào, Thị sau được ghép lại thành thôn Cầu Đào.

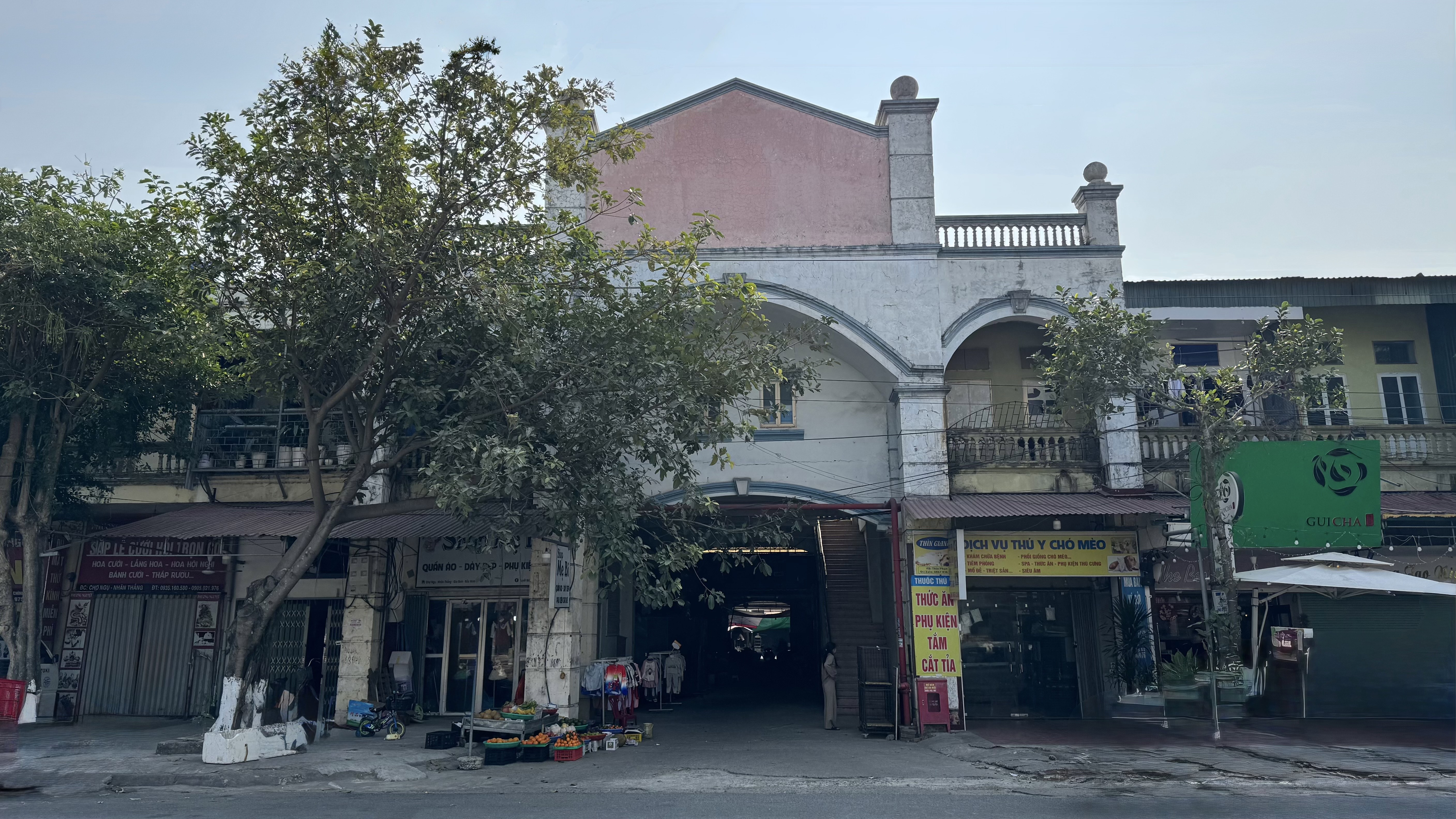
Chợ Ngụ

- Đời vua Trần Nhân Tông, trong 1 lần đi qua vùng đất Kinh Bắc (nay là tỉnh Bắc Ninh) có động lòng trước sắc đẹp của người con gái quê hương nên đã mời nàng tiến cung, phong làm phi, nhưng do bệnh mà không thể sinh long tử, Đức phi Đặng Thị Loan đã xin vua cho hồi hương. Trở lại quê nhà (tức thôn Cầu Đào), Bà cùng dân mở chợ, dạy nghề. Chợ Ngụ ra đời từ đó.
- Theo sách "Các tổng trấn xã danh bị lãm" soạn vào đầu thời Nguyễn, thôn Cầu Đào thuộc tổng Đại Lai.
- Sau Cách mạng Tháng Tám năm 1945, đơn vị hành chính cấp tổng bị bãi bỏ, thôn Cầu Đào thuộc xã Nhân Thắng, huyện Gia Bình, tỉnh Bắc Ninh.
- Ngày 24 tháng 10 năm 2024, Thành lập thị trấn Nhân Thắng và chuyển thôn Cầu Đào thành Khu phố Cầu Đào thuộc thị trấn Nhân Thắng[1][2].

## Đền Cầu Đào

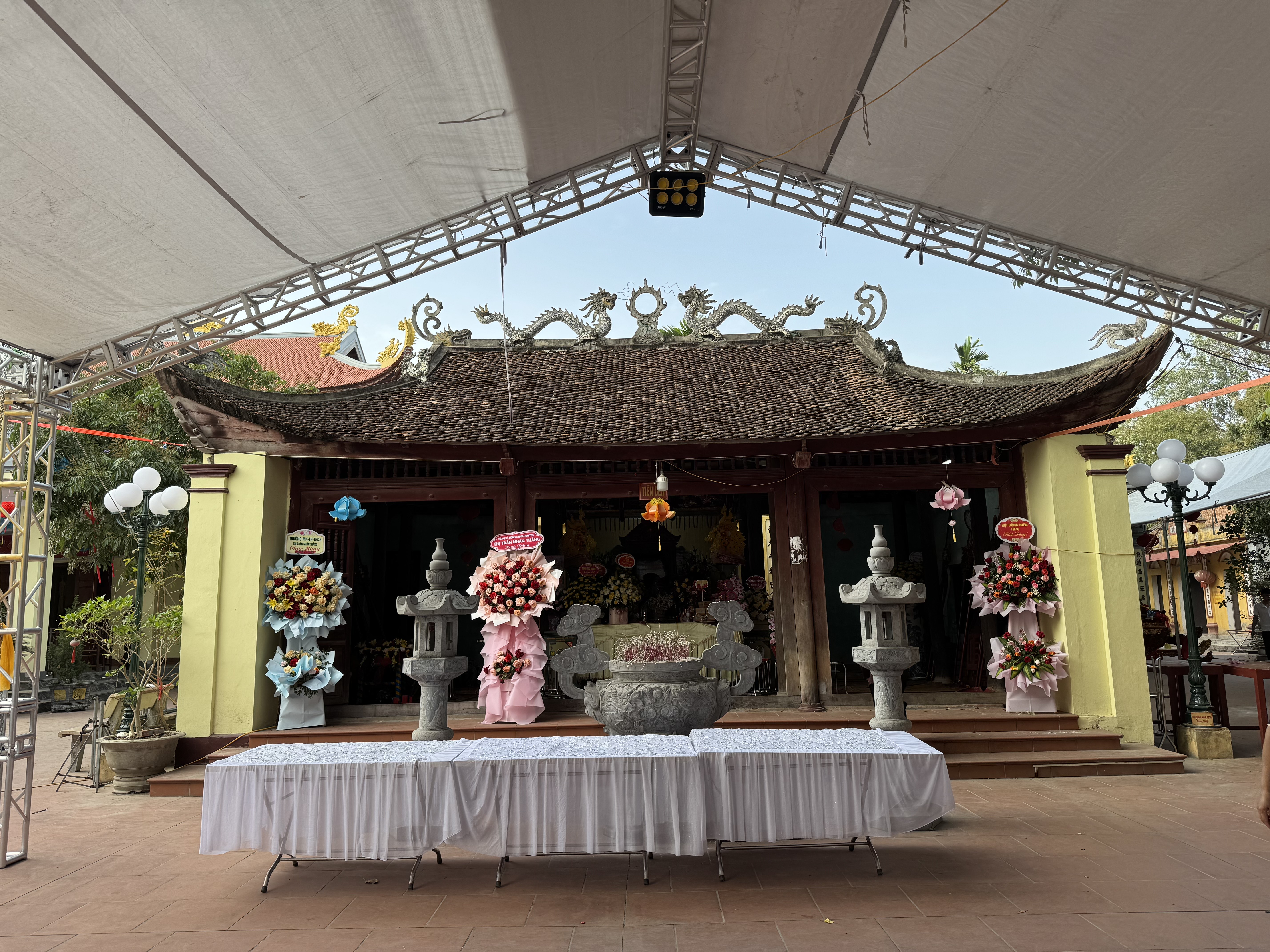
Đền Cầu Đào

Đền Cầu Đào hay còn được gọi là Đền Vua Bà do đền thờ Đức Vua Bà Đặng Thị Loan, thuộc khu phố Cầu Đào, thị trấn Nhân Thắng, huyện Gia Bình, tỉnh Bắc Ninh.
Đền Cầu Đào còn bảo lưu được nhiều tài liệu hiện vật có giá trị như: hệ thống bia đá, cây hương đá, trong đó đặc biệt quý giá là bia "cố lập bi ký" dựng khắc năm Tự Đức thứ 19 (1886) nội dung ghi khắc về thân tế sự nghiệp bà Đặng Thị Loan và những người hưng công tu dựng đền thờ bà. Ngoài ra còn có bát hương đá chạm rồng, sập đá, đài trầu, đài rượu, giá văn, ống hương và đặc biệt là tượng bà.
Kiến trúc của đền hiện nay gồm nhà tiền tế và hậu cung, kết cấu kiểu chữ nhị. Nhà tiền tế gồm 1 gian 2 chái 4 mái đao cong, bộ khung gỗ lim, mái lợp ngói mũi, đỉnh nóc đắp nổi rồng chầu mặt nguyệt, phía trước mở cửa bức bàn thượng song hạ bản, phía sau thông với hậu cung. Phía sau là hậu cung 3 gian kiểu chữ Đinh được trùng tu qua các năm 2006 và gần đây nhất là 2022.
Đền Cầu Đào đã được Nhà nước công nhận di tích lịch sử - văn hóa theo Quyết định 08/UB ngày 27 tháng 01 năm 1995.

## Đình Ngụ

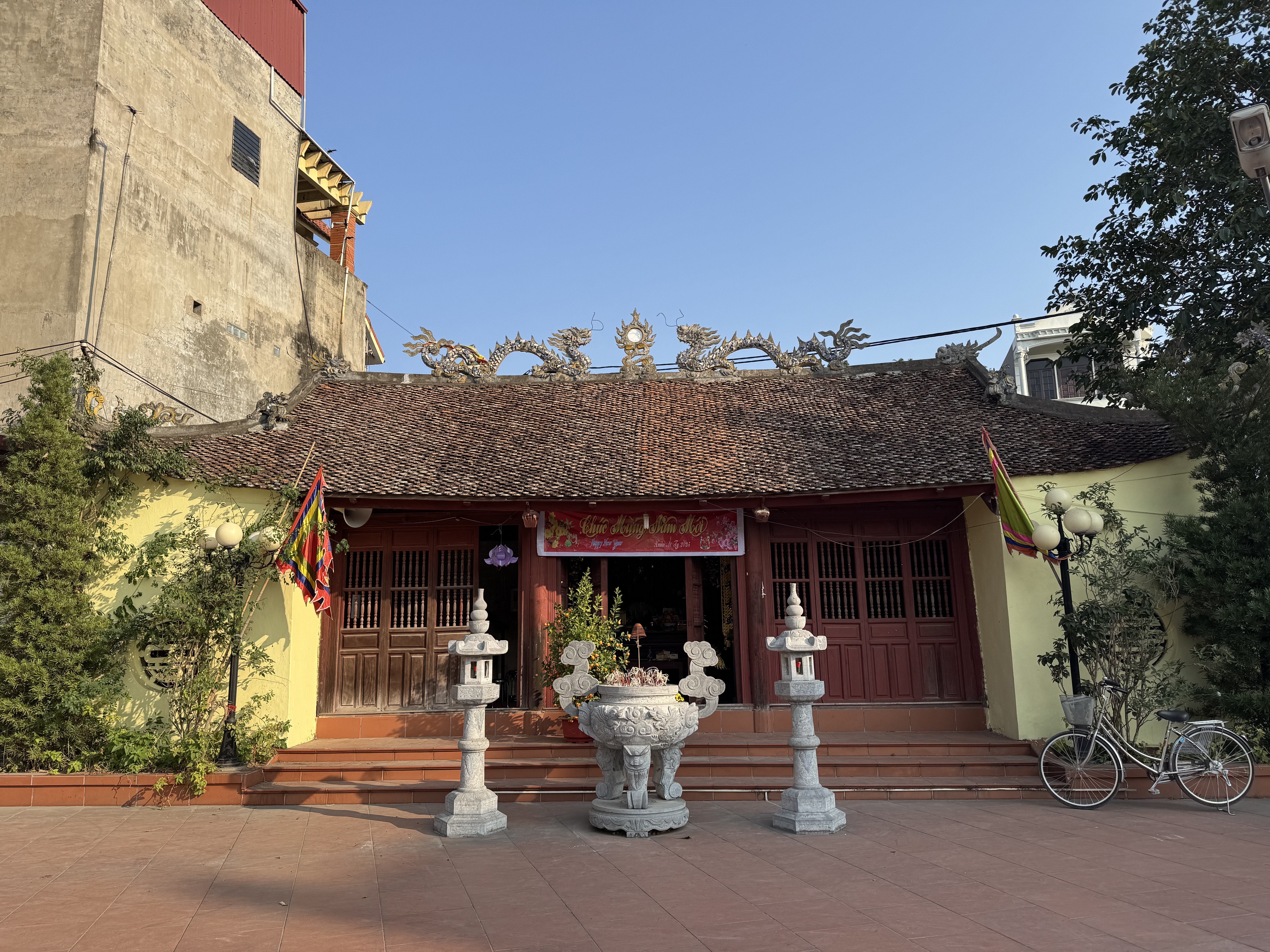
Đình Ngụ

Đình Ngụ thờ Chi Lăng đại vương, tương truyền vua Lê Đại Hành trên đường dẫn quân lên cửa Chi Lăng đã cho đóng quân tại đây và được thần báo mộng. Sáng dậy, nhà vua bày binh theo đúng lời thần và giành được chiến thắng trước quân Tống.
Về tới kinh thành vua ban sắc phong thành hoàng, hiệu thần là Chi Lăng đại vương, xây đình cho dân làng thờ phụng.

## Chùa Đại Phúc
Chùa Ngụ (Đại phúc tự) là nơi sinh hoạt tín ngưỡng của nhân dân Cầu Đào, chùa thờ Phật. Cùng với đền Vua Bà, chùa cũng được tu bổ nhiều lần 2006.
Đến năm 2022, chùa được xây dựng lại mới trên nền chùa cũ:
- Ngày 25 tháng 10 năm 2022, Đại lễ Khởi công động thổ xây dựng ngôi Đại hùng bảo điện
- Ngày 24 tháng 3 năm 2024, Lễ khánh thành Đại hùng bảo điện

Kiến trúc chùa hiện gồm có 2 tầng:
- Tầng 1: là Tổ đường và không gian sinh hoạt.
- Tầng 2: là Đại điện xây kiểu chữ Đinh thờ Tam bảo, phía trước con có lầu Quan Âm.

Một số hình ảnh Chùa Ngụ (Đại phúc tự)
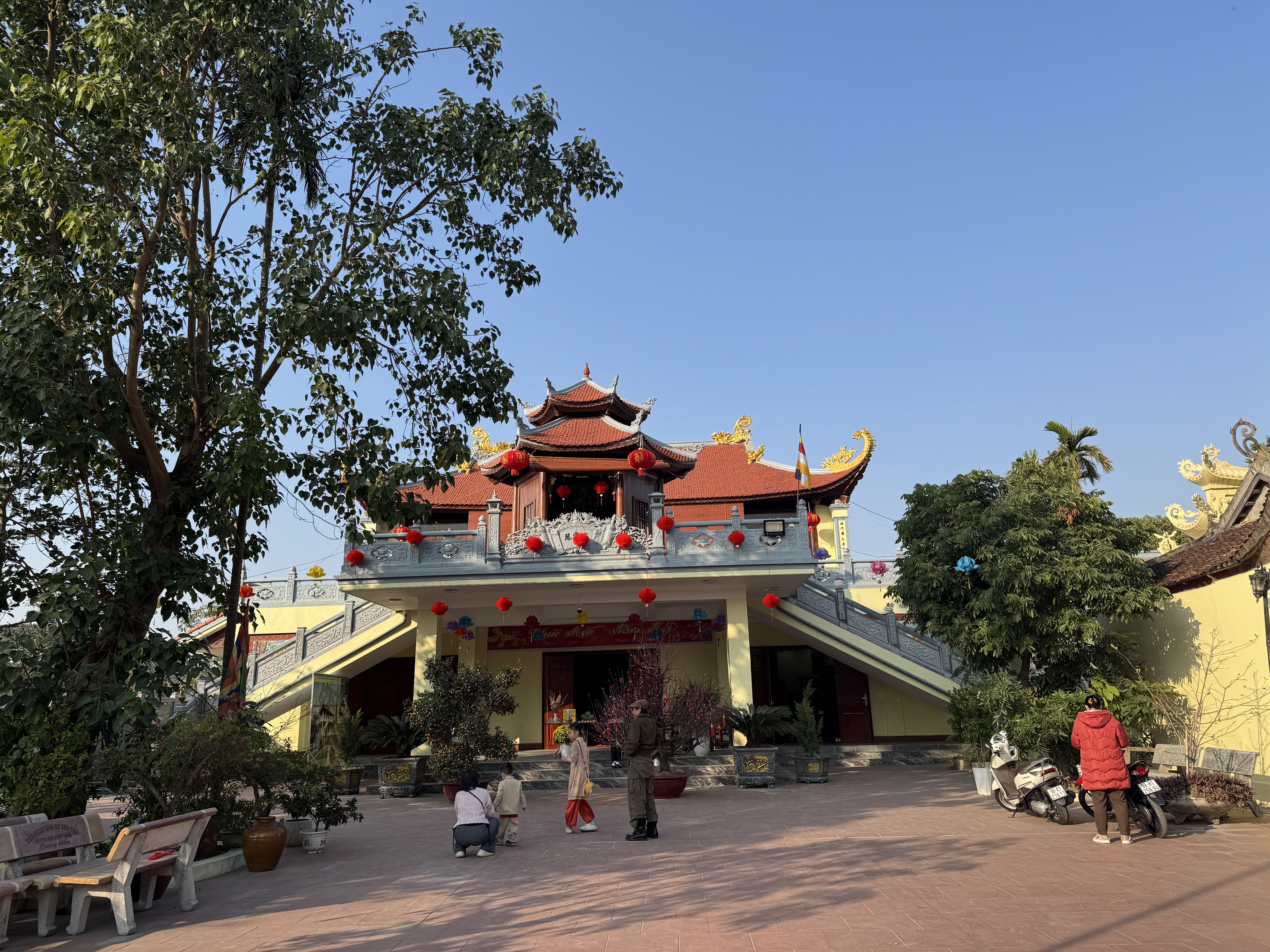
Toàn cảnh
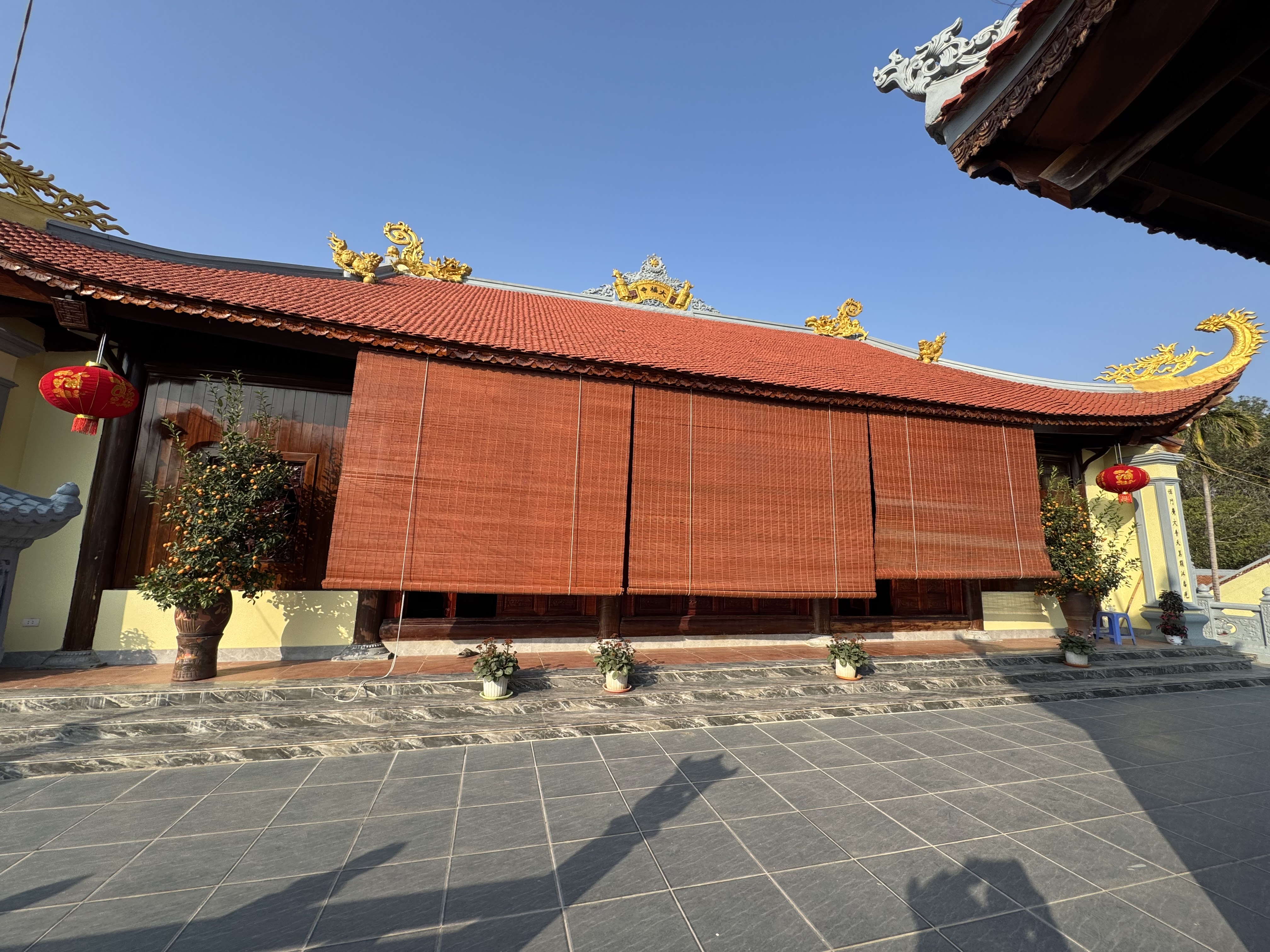
Đại điện
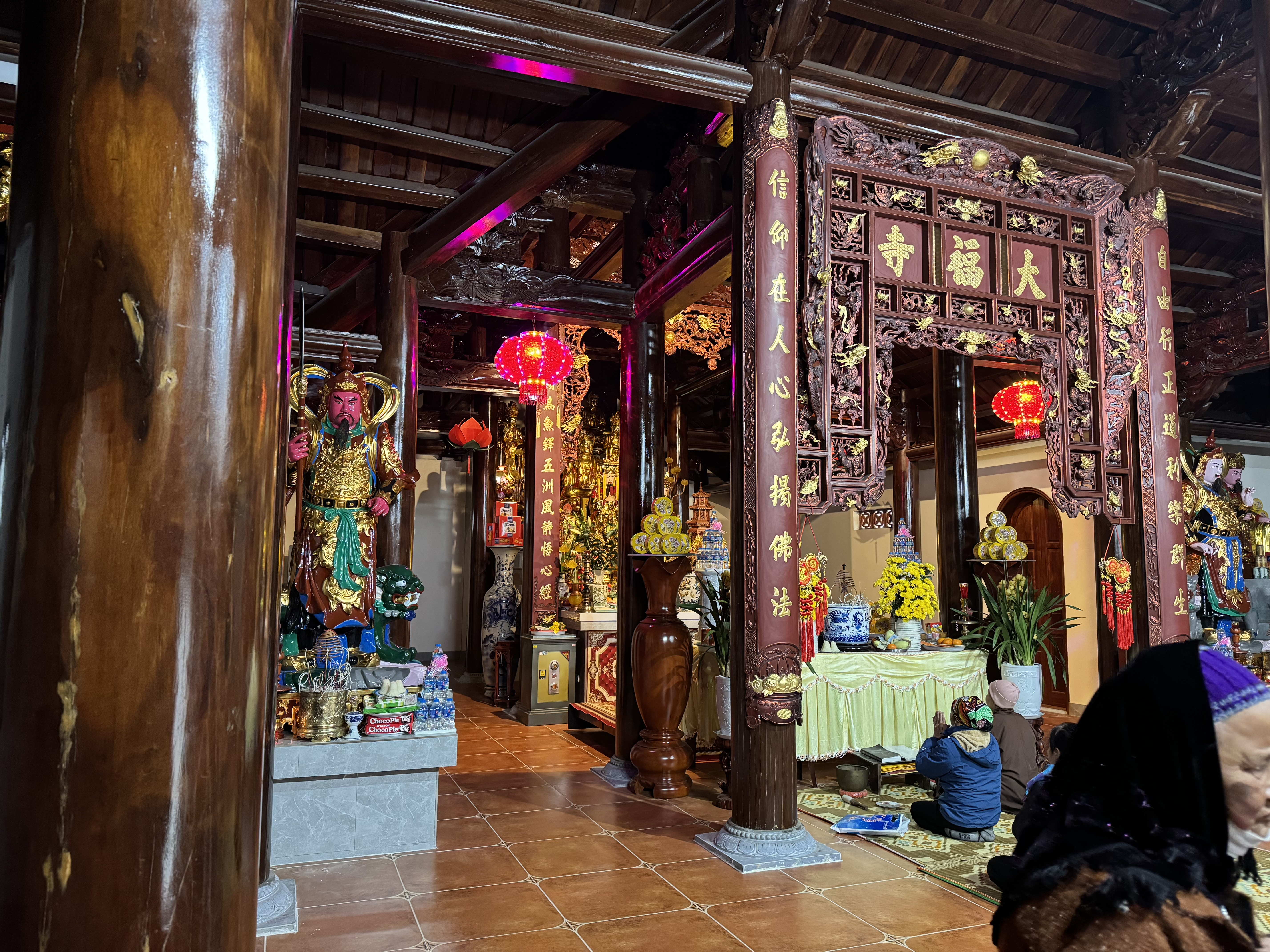
Bên trong Đại điện thờ Tam bảo
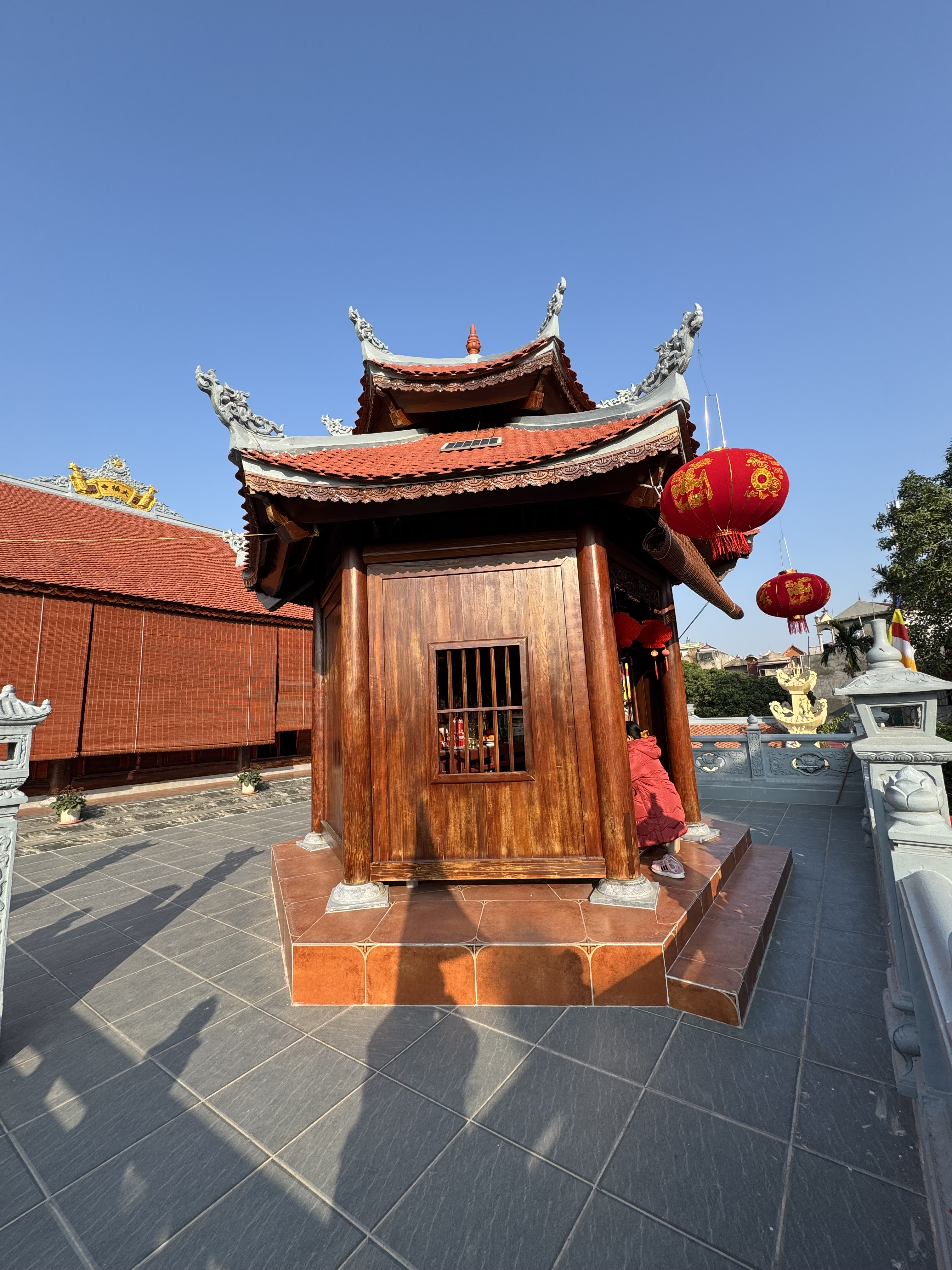
Lầu quan âm

## Lễ hội truyền thống Cầu Đào
Hội Cầu Đào được tổ chức vào ngày 15 tháng 3 âm lịch hàng năm để tưởng nhớ ngày hóa của Đức vua bà Đặng Thị Loan. Theo lệ, cứ 5 năm (vào các năm chẵn), làng sẽ mở hội lớn với đầy đủ các nghi thức.

Một số hình ảnh trong Lễ hội Cầu Đào 2025
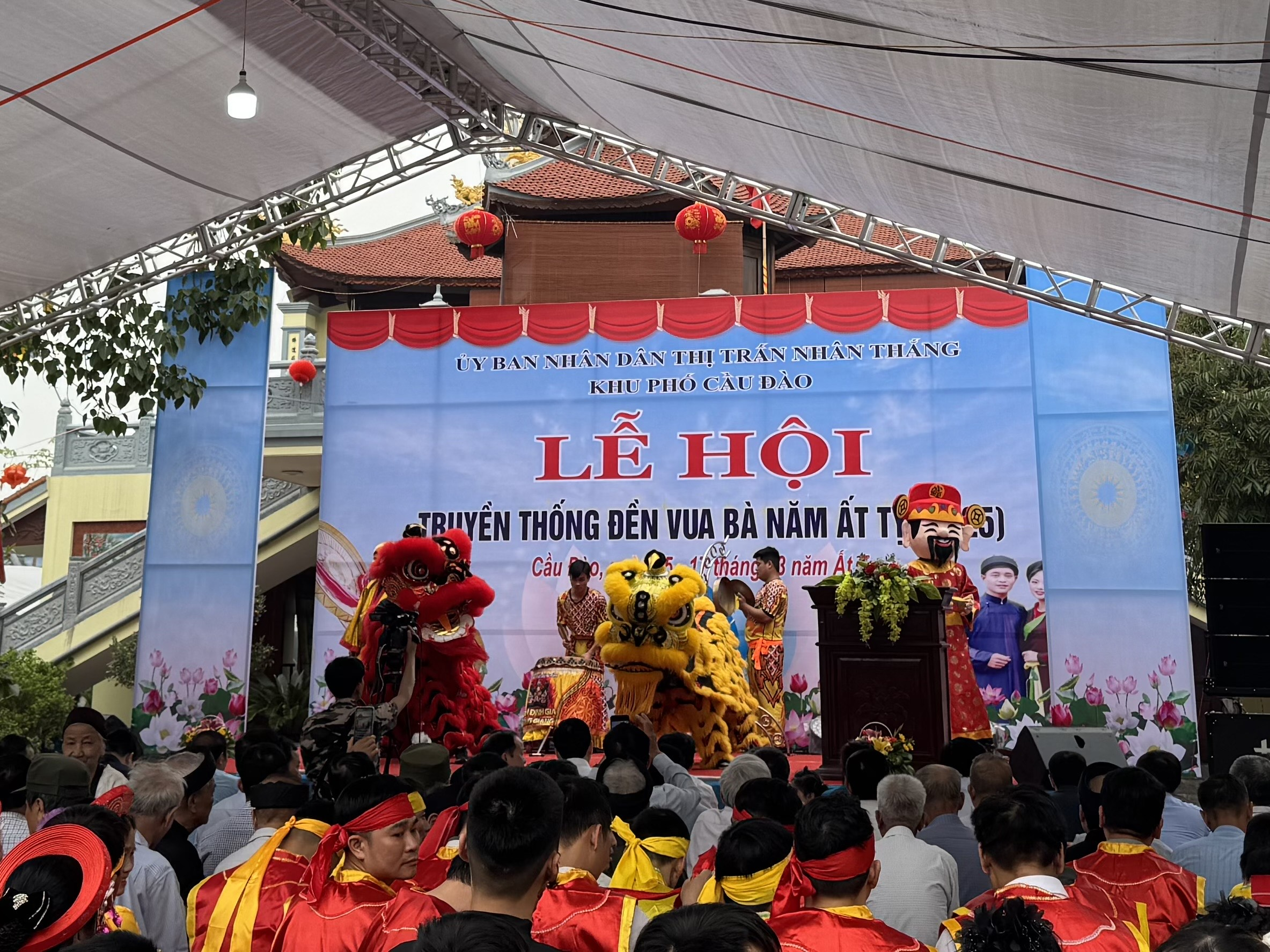
Khai mạc Lễ hội
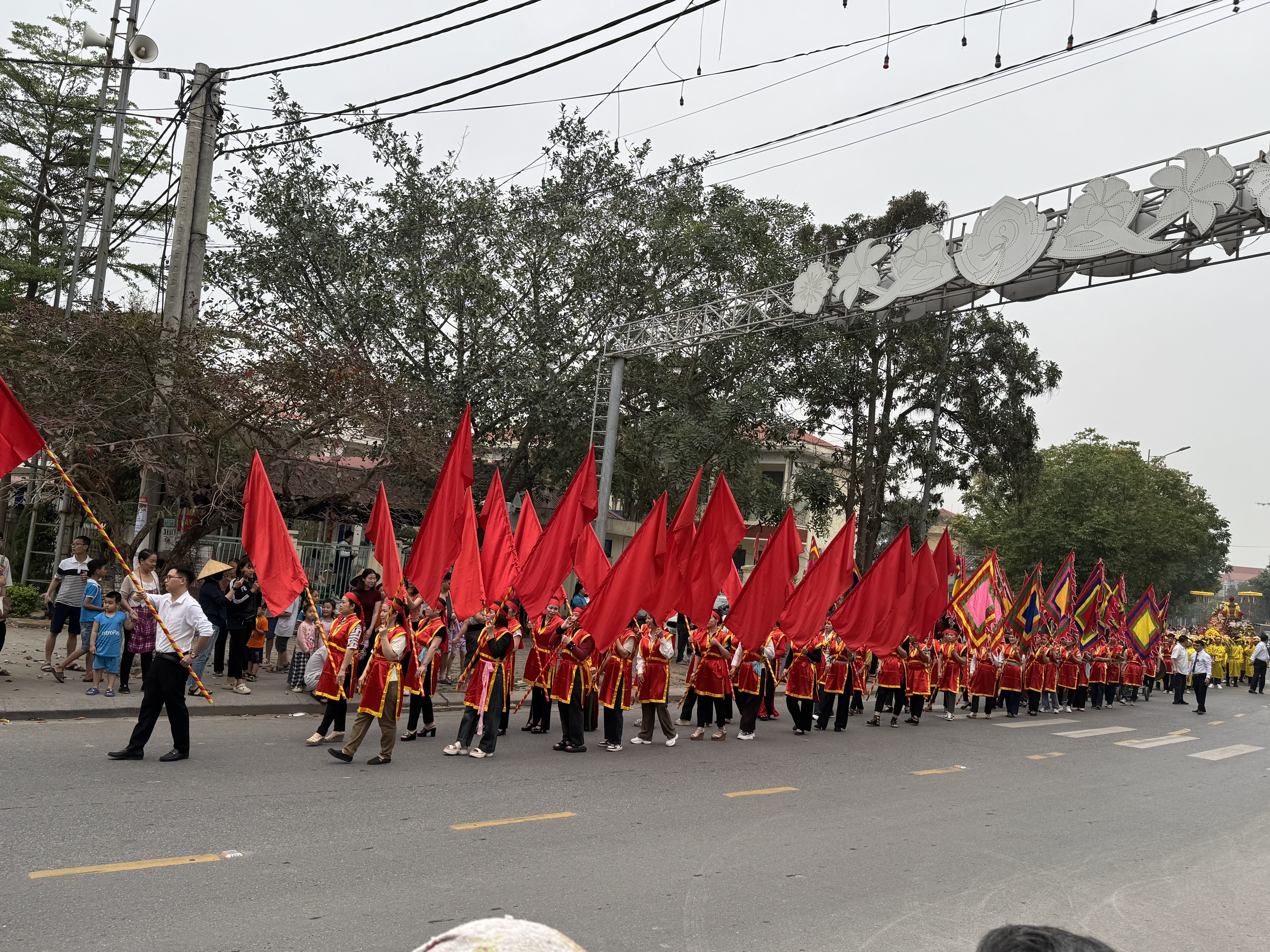
Cờ hội
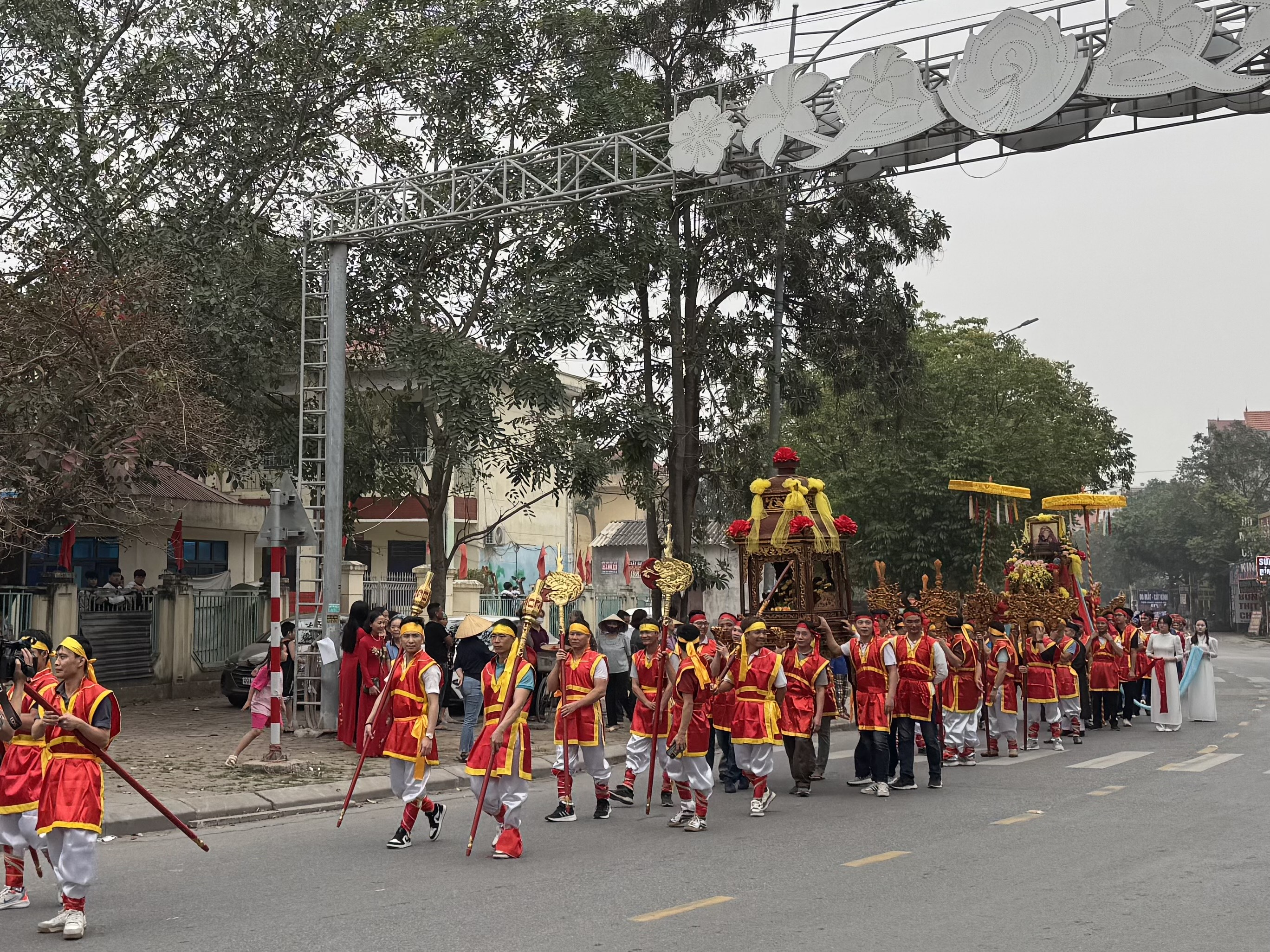
Đoàn rước
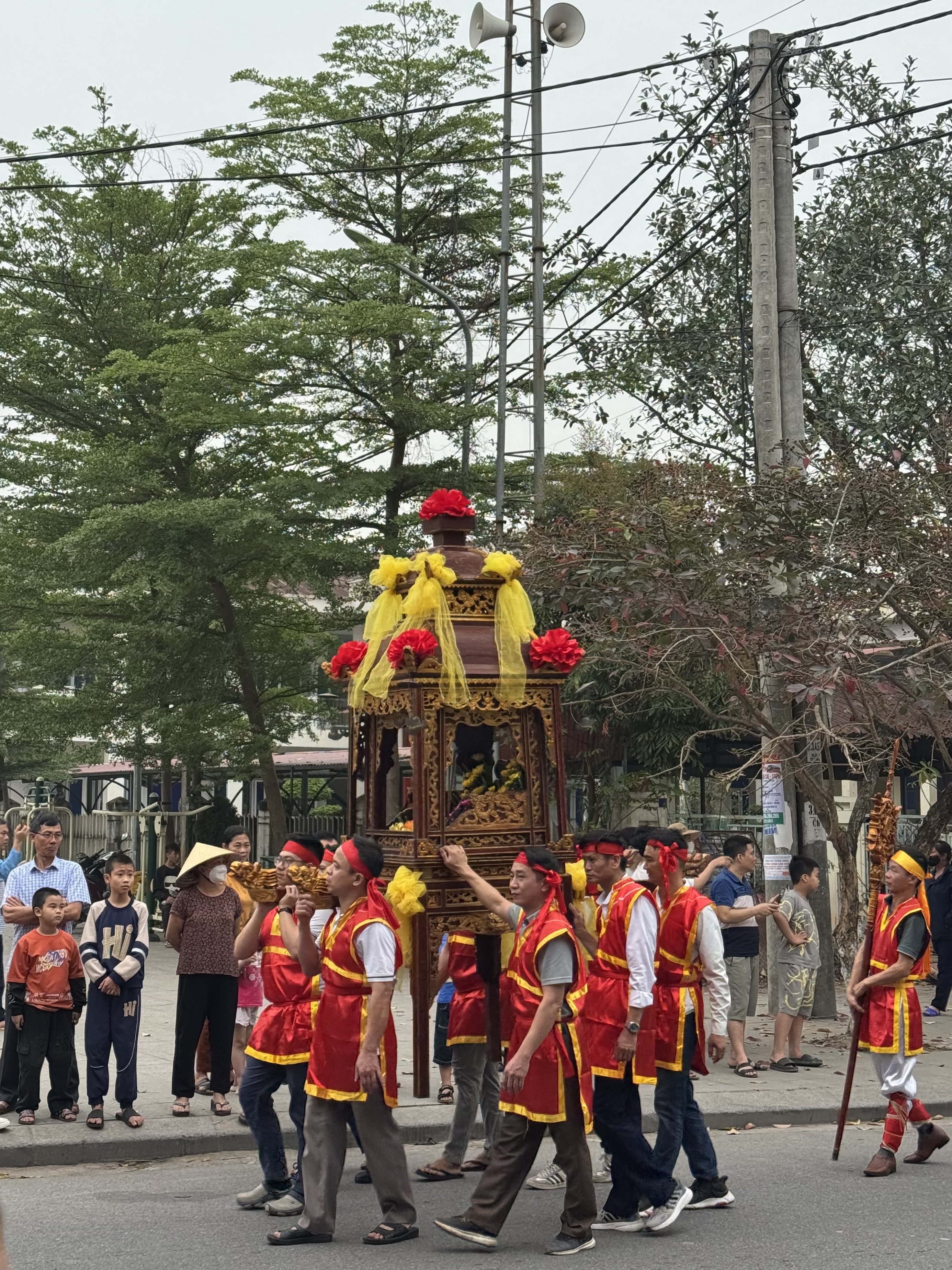
Kiệu long đình
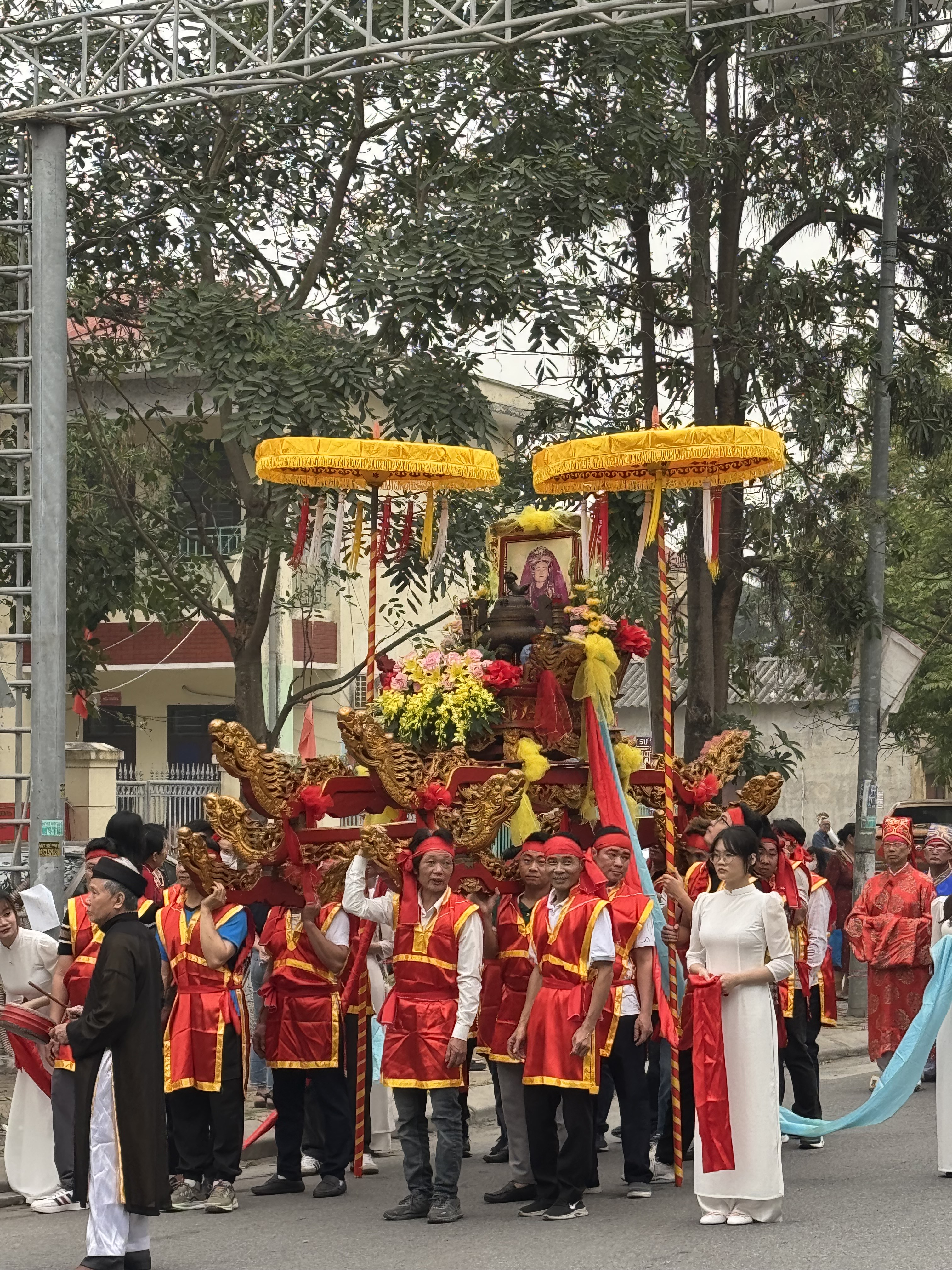
Kiệu bát cống
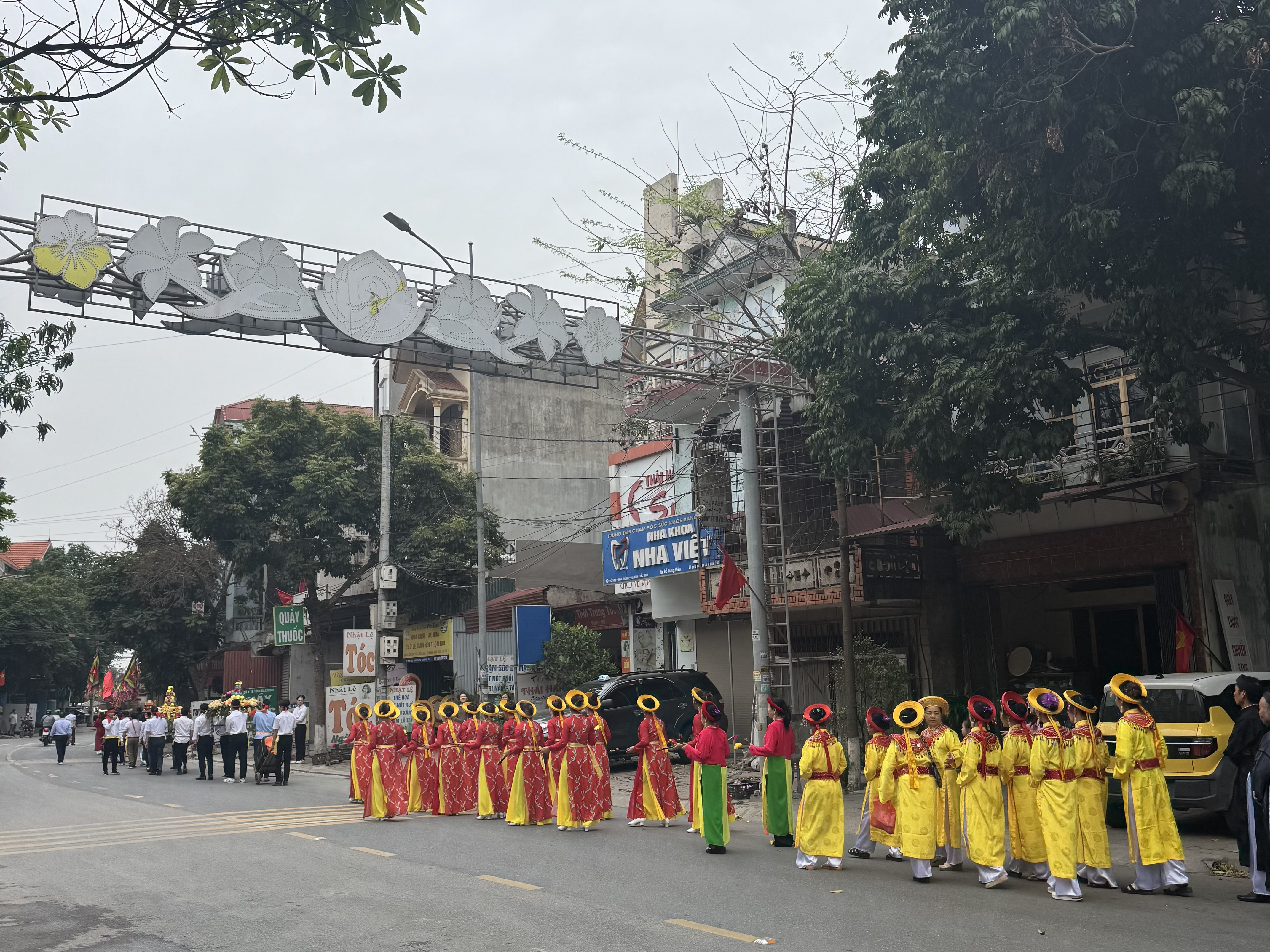
Lễ rước của 1 dòng họ
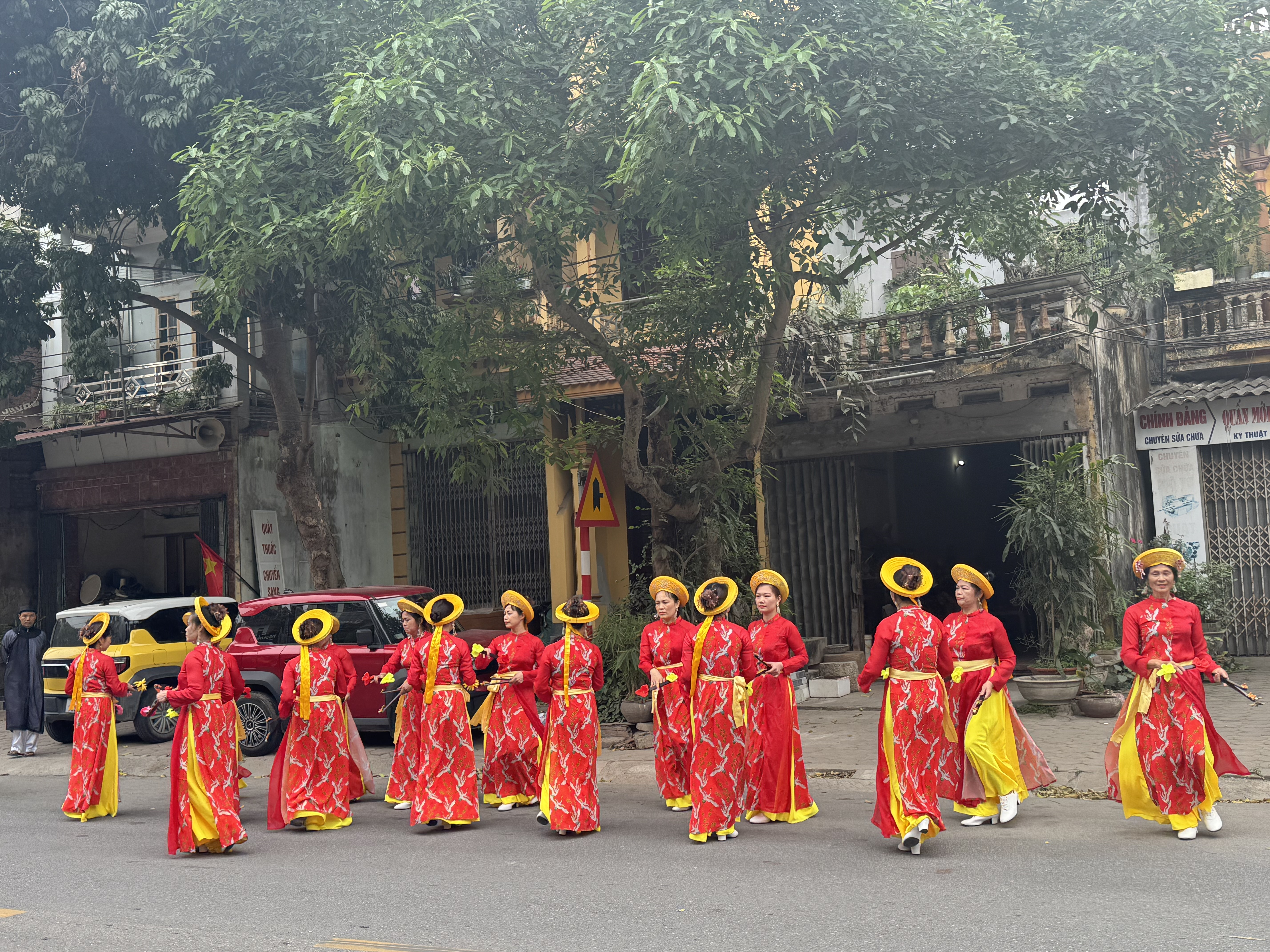
Múa Sênh tiền

## Chiến thắng Cầu Đào

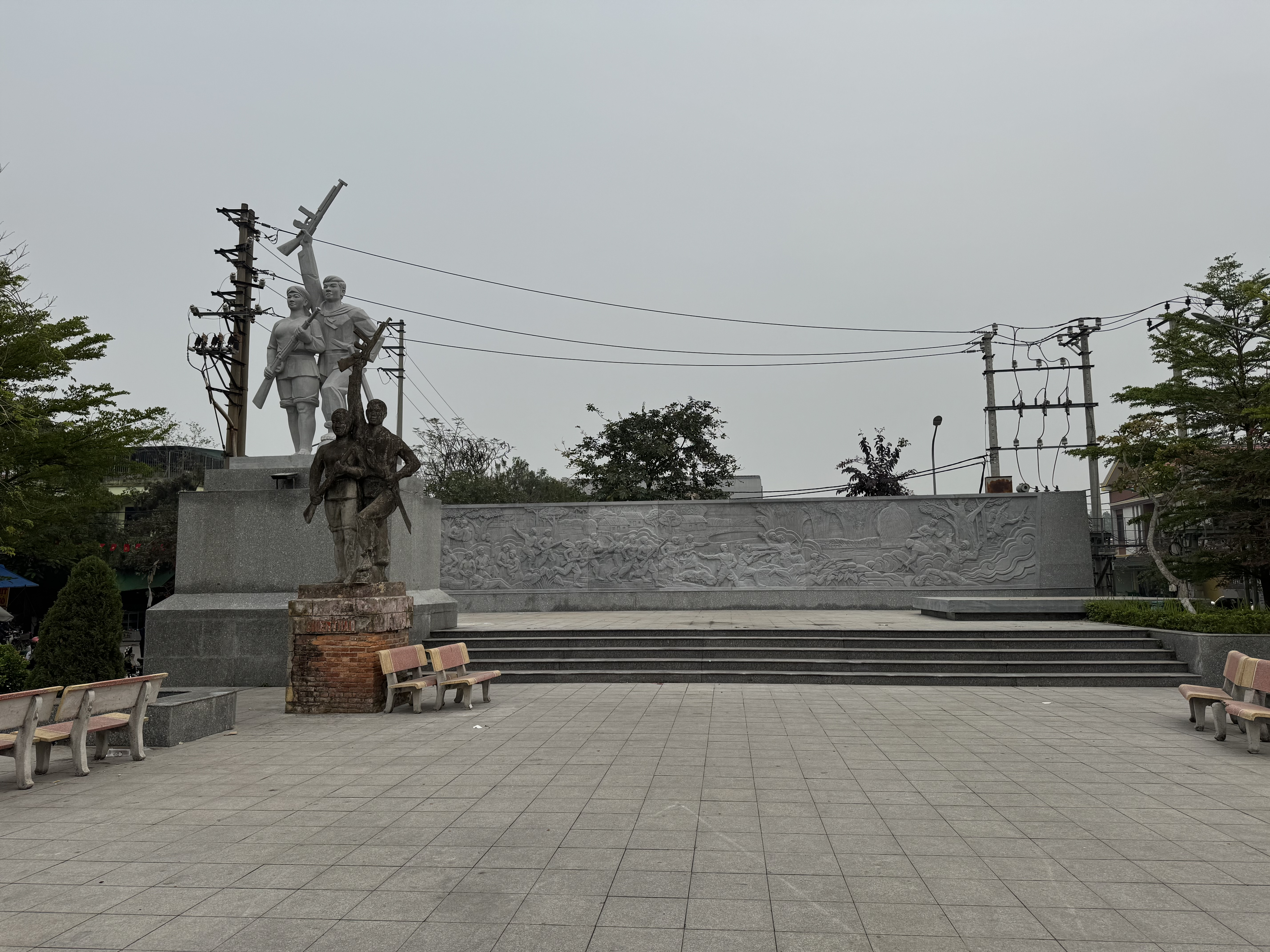
Quảng trường Chiến thắng Cầu Đào (Bia căm thù)

Quảng trường Chiến thắng Cầu Đào (hay còn được gọi là Bia căm thù) được khánh thành năm 2021 không chỉ là không gian vui chơi công cộng của thị trấn Nhân Thắng mà còn là nơi ghi dấu cuộc Kháng chiến chống Pháp của nhân dân Cầu Đào.
Chiến thắng Cầu Đào ngày 14/5/1958 và chiến thắng cầu Khoai 17/5/1958 đã cổ vũ phong trào giành chính quyền tại các địa phương, góp phần không nhỏ làm nên Chiến thắng Điện Biên Phủ.
Để ghi nhận những cống hiến và hi sinh của cán bộ và nhân dân Cầu Đào nói riêng và Nhân Thắng nói chung, Đảng và Nhà nước đã phong tặng danh hiệu Anh hùng lực lượng vũ trang thời kỳ kháng chiến chống Pháp năm 1999.

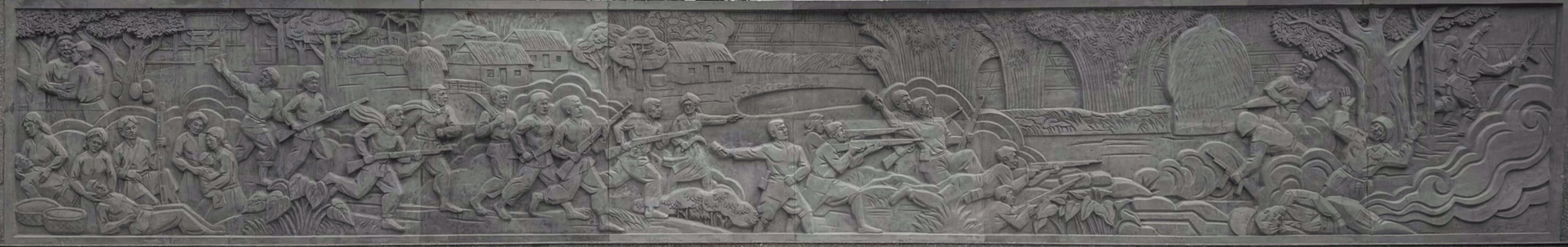
Phù điêu Chiến thắng Cầu Đào